# Aiyl aimagy
En Kirguistán, se conoce como aiyl aimagy (kirguís: айыл аймагы; ruso: айы́лный айма́к aiylni aimak) a cada una de las unidades de división administrativo-territorial del país de tercer nivel para el ámbito rural. Constituyen una subdivisión de los raiones o distritos (subdivisión de segundo nivel) y abarcan todo el territorio de dichos distritos, exceptuando el perteneciente a las ciudades del país. Cada aiyl aimagy es una unidad de gobierno local que consta de uno o más asentamientos rurales y territorios adyacentes. Su ayuntamiento está formado por un gobierno llamado aiyl okmotu (nombre con el que se conoce informalmente al aiyl aimagy) y una asamblea llamada aiylni kenesh.
En 2018, había 453 aimags en el territorio de la república. La provincia de Chuy es la que más tiene (105); la que menos es la provincia de Batken (31). Los distritos con el mayor número de aimags son Sokuluk y Uzgen, con 19 cada uno, mientras que el distrito de Chatkal incluye solamente 4 aimags.
El aimag ayil más poblado es el de Shark, en el distrito de Kara-Suu, en la provincia de Osh. En 2017, vivían en su territorio 45 494 personas. El aimag menos poblado es el de Engilchek, en el distrito de Ak-Suu, en la provincia de Issyk-Kul, con tan sólo 173 habitantes.
| 1 | Batken     | 31  |
| 2 | Jalal-Abad | 67  |
| 3 | Issyk-Kul  | 61  |
| 4 | Naryn      | 63  |
| 5 | Osh        | 88  |
| 6 | Talas      | 37  |
| 7 | Chuy       | 105 |
| 8 | Total      | 452 |